# 2003年飓风马蒂
飓风马蒂（英語：Hurricane Marty）于9月18日形成，是2003年太平洋飓风季第13场热带风暴和第四场飓风，也是该季最致命的热带气旋。风暴总体向西北移动，虽然外界环境只略趋有利，但气旋依然稳步增强，最终在达到二级飓风强度后先后登陆下加利福尼亚半岛和墨西哥本土。
飓风激起强烈风暴潮并引发重大洪灾，造成价值一亿美元（2003年）的破坏，其中又以下加利福尼亚半岛灾情最严重，该国还有12人丧生。许多受马蒂吹袭的地区在一个月前受到飓风伊格纳西奥袭击，令局面雪上加霜。

## 气象历史
9月10日，一股东风波从中美洲进入东太平洋并继续向西移动，轴线周围的对流逐渐组织，18日发展成热带低气压。气旋总体朝西北偏西方移动，19日增强成热带风暴，获名“马蒂（Marty）”。气旋蜿蜒朝西北方前进，环流受干燥空气侵蚀，对流结构受扰乱，风暴在接下来两天内无法进一步发展。之后马蒂在干燥空气消退后继续强化，21日达到飓风标准。
受西侧的高压脊影响，马蒂开始朝西北偏北移动并继续增强，22日清晨达到风力时速155公里的最高强度。气旋接下来加速转向北上，当天从南下加利福尼亚州最南端的卡波圣卢卡斯（Cabo San Lucas）东北方向约15公里处登陆。飓风登陆后回转朝西北偏北移动，沿群岛东侧海岸线平行移动，23日降级成热带风暴，接下来接触内华达州上空的高气压天气系统在加利福尼亚湾上空基本停止前进，减弱成热带低气压后于24日从索诺拉州佩纳斯科港（Puerto Peñasco）附近登陆。25日，气旋退化成残留低气压区，之后两天在加利福尼亚湾北部上空蜿蜒行进，然后转向西南，最终于26日在下加利福尼亚半岛北部上空逐渐消散。

## 防灾措施
由于担心一个月前飓风伊格纳西奥的破坏重演，许多居民开始囤积物资、加固房屋并撤入应急避难所。墨西哥政府于9月21日向下加利福尼亚半岛和该国本土发布飓风警告。9月23日，墨西哥沿海至科罗拉多河地区接获热带风暴警告，但同日中止。气象部门预测飓风会引起1.2至1.8米高的风暴潮并产生203毫米降雨，引发严重山洪爆发和泥石流。许多学校和旅游景点用作应急避难所，大部分海港和机场关闭。索诺拉州恩帕尔梅（Empalme）市镇有关部门密切监控上游约30公里处的蓬德阿瓜水坝，预计风暴产生的降雨可能导致大坝决口，威胁城市，当地有约300居民疏散到地势更高的避难所。

## 影响

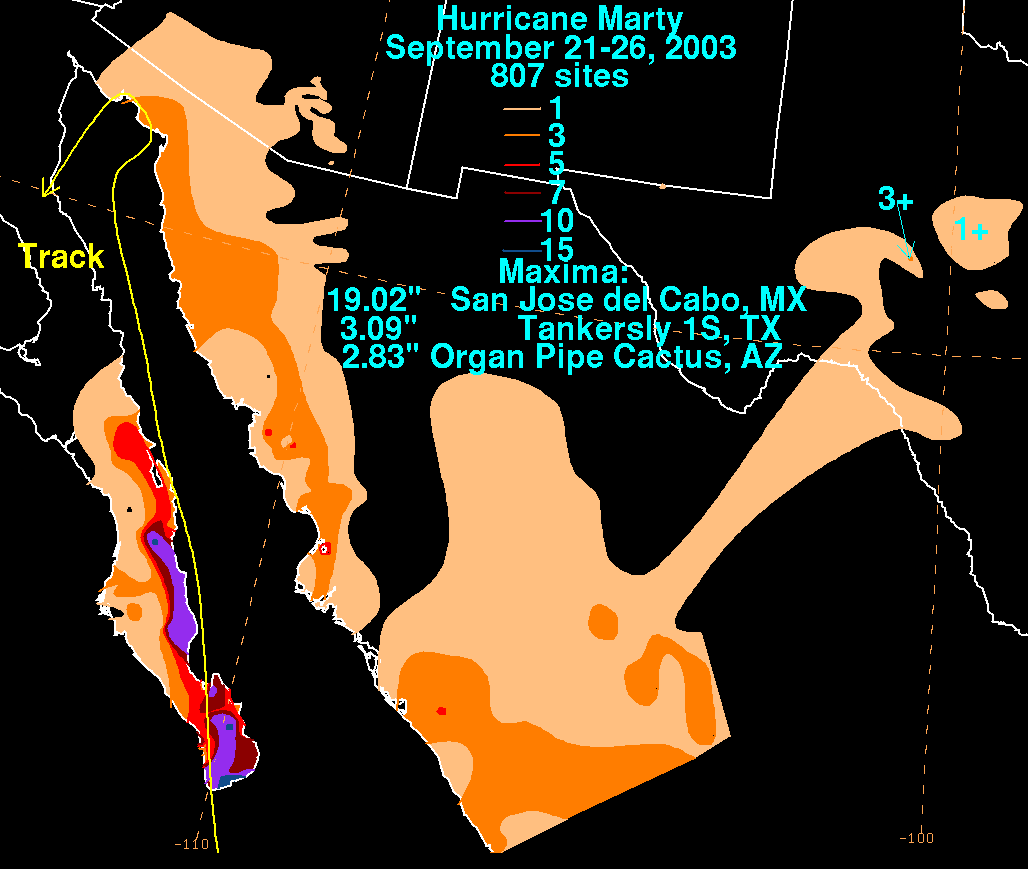
飓风马蒂的降雨分布

### 下加利福尼亚半岛
下加利福尼亚半岛多地的降雨量在200至280毫米之间，其中24小时降雨量以南下加利福尼亚州的托多斯桑托斯（Todos Santos）最高，达198毫米。近海多艘船只测得热带风暴或飓风强度狂风，南下加利福尼亚州最南端的自动气象站测得的持续风速达每小时140公里，阵风时速185公里。南下加利福尼亚州的圣罗萨利亚也测得198毫米降雨。
有五人试图驾车穿过暴涨的河流时连人带车被洪水卷走，之后全部溺毙。洪灾还导致4000至6000户住宅或其他建筑受损，供水和通讯受严重破坏，过了很久才恢复。马蒂引发的风暴潮使下加利福尼亚半岛沿岸码头许多船只和游艇受损，其中大部分无法修复。下加利福尼亚州的圣菲利披（San Felipe）发生轻度海滩侵蚀。受风暴影响，南下加利福尼亚州的拉巴斯、洛斯卡沃斯、洛雷托、科蒙都和穆莱赫都沦为联邦灾区，共有6000人受灾，损失达一亿美元。
2004年的美国电影《特洛伊》此时正在下加利福尼亚州摄制，但因飓风马蒂来袭而被迫中断。

### 墨西哥本土
墨西哥本土以索诺拉州西班波（Sebampo）单日降雨量最高，达171毫米。索诺拉州的加利福尼亚湾近海有渔船沉没，五名渔夫溺亡。索诺拉大学的纳沃华校区暂停运作。锡那罗亚州有树木倒塌砸中汽车，两人遇难。索诺拉州和锡那罗亚州暴雨引发中至重度山洪，不过破坏程度和范围远远不及下加利福尼亚半岛。锡那罗亚州洛斯莫奇斯于9月22日测得每小时70公里的持续风速。

### 美国西南部
马蒂的外围雨带在亚利桑那州最西南部引发局部暴雨，但没有报导證實当地因此爆发洪灾。该州的管风琴仙人掌国家保护区最多雨，达57毫米。降雨范围还向东延伸到德克萨斯州境内，并以汤格林县的坦克斯利（Tankersly）降雨量最高，有78毫米。
飓风马蒂造成的破坏程度还不够严重，所以名称没有被世界气象组织退役，之后在2009年再度使用。